# Pierre Bourguet
Pour les articles homonymes, voir Bourguet.
Pierre Bourguet, né le 5 juillet 1902 à Crest (Drôme) et mort le 1er août 1984 à Brusque (Aveyron), est un pasteur protestant français, président de l'Église réformée de France de 1953 à 1968.

## Biographie
Originaire d'une famille cévenole, Pierre Bourguet est le fils du pasteur Gaston Bourguet. Il se marie en 1924 avec Suzanne Monod (1902-1977), sœur du biologiste et résistant Jacques Monod, et le couple a quatre enfants : François, né en 1925 et mort pour la France au col de la Schlucht le 5 décembre 1944 ; Mireille ; Annie ; Alice Bourguet, épouse du futur pasteur Roland Revet,.
Pierre Bourguet étudie à la faculté de théologie protestante de Montpellier et est consacré pasteur en 1925. Il dessert les postes pastoraux de Saint-Julien-du-Gua (au temple de la Pervenche) et de Pranles dans les Boutières, puis est pasteur à Salies-de-Béarn et à Vincennes. En 1953, il succède à Pierre Maury comme président du Conseil national de l'Église réformée de France. Il est aussi vice-président de la Fédération protestante de France. 
Cofondateur en 1945 du journal Réforme, il observe une certaine prudence devant le développement de l'œcuménisme avec l'église catholique, notamment lors du synode national du Havre en 1954. Il est moins favorable à l'expérience monastique de Taizé que son prédécesseur Marc Boegner, au point d'être sollicité pour limiter l'activité de l'ancien président de l'ERF.
C'est par ailleurs un peintre aquarelliste. Sa maison familiale est construite sur les hauteurs de Brusque, à l'extrême sud de l'Aveyron.

## Ouvrages de Pierre Bourguet
- Pierre Bourguet, Le visage de Jésus, Paris, Éditions Je Sers, 1932, 205 p.
- Pierre Bourguet, Protestantisme et catholicisme, Paris, Éditions Je Sers, 1949, 163 p.
- Pierre Bourguet, La Croix huguenote, Mialet, Éditions du Musée du Désert, 1949, 26 p.
- Pierre Bourguet, Problèmes de la mort et de l'au-delà, nouvelle édition, Paris, Société centrale d'évangélisation, 1956, 132 p.
- Pierre Bourguet, Huguenots, le sobriquet mystérieux, Cahors, 1959, 88 p.